# Нижне-Исетский пруд
Нижнеисетское (устар. пруд Нижне-Исетский, пруд Нижнеисетский) — водохранилище в Екатеринбурге, созданное на реке Исеть в 1789 году и прилегающее к восточным склонам Уктусских Гор. Площадь — 2,040 км². Высота над уровнем моря — 227,5 м. Код водного объекта — 14010500521211200006861.

## Характеристика
Водохранилище имеет вытянутую форму и несколько небольших островов. Длина — 5 км, ширина — до 1,2 км, средняя глубина — от 2 до 2,5 м. Правый берег крутой, высокий (благодаря Уктусским горам), левый — низменный. В лесу находятся дом отдыха и санаторий «Сосновый бор».
За водохранилищем, где раньше стоял сосновый лес, вырос большой район города — соцгород Уралхиммашзавода с многоэтажными домами, магазинами, школами, Дворцом культуры. На правом берегу находится Свердловская плодово-ягодная опытная станция, основанная в 1928—1929 годах, где учёные работают над проблемами акклиматизации на Урале различных плодовых растений. На берегу имеется водная станция, организован прокат лодок.
Горный массив, прилегающий к пруду с запада, образует Уктусский лесопарк.

## История
Первоначально водоём имел меньшие размеры: здесь на рубеже XVIII—XIX веков основан казённый железоделательный завод и посёлок. В связи со строительством завода Уралхиммаш старая плотина была реконструирована, размеры водохранилища увеличились.
16 марта 1961 года при попытке совершить аварийную посадку на лёд водохранилища потерпел катастрофу самолёт Ту-104, который вылетел на северный берег и врезался в дом отдыха.
На берегу Нижне-Исетского пруда с 1956 года жил известный детский писатель Владислав Крапивин, который здесь же собрал группу школьников, из которой затем был создан знаменитый педагогический отряд «Каравелла». Отдельно отряд знаменит своим судоходным кружком — дети вдохновлялись «морской» романтикой на Нижне-Исетском пруду, но практические занятия по яхтенному спорту проводили на более приспособленном для этого Верх-Исетском пруду.

## Экологическая обстановка
Сильно загрязнён промышленными отходами, почти полностью погибла водная растительность, слабо представлены планктон и рыба, в которой оседает много тяжёлых металлов. В 2014 Роспотребнадзор обнаружил в водохранилище даже цисты лямблий. На левом берегу под жилую застройку постепенно вырубается сосновый бор.